# Gontaut-Biron (Familie)

Wappen der Familie Gontaut-Biron

Die Gontaut-Biron sind eine Familie des französischen Adels aus dem Périgord. Ihr entstammen u. a. vier Marschälle von Frankreich, ein Admiral von Frankreich, elf Lieutenants-généraux und sechs Pairs de France.
Der Stammsitz der Familie ist seit mindestens 1147 Gontaud-de-Nogaret in der ehemaligen Sénéchaussée de l’Agénais. Zwei Generationen später kam durch Heirat die Herrschaft Biron hinzu, eine der vier Baronien des Périgord. Die Familie machte sich erst im 16. Jahrhundert überregional bemerkbar, als Armand de Gontaut, seigneur de Biron Marschall von Frankreich wurde. Dessen Sohn Charles de Gontaut wurde 1598 zum Herzog von Biron erhoben, vier Jahre später aber wegen Verrats hingerichtet. Eine zweite Verleihung des Herzogstitels 1723 hatte dann Bestand, bis die Familie im Mannesstamm 1798 erlosch.

## Stammliste (Auszug)

### 12.–14. Jahrhundert
1. Vital I. de Gontaut, Seigneur de Gontaut, † vor 1147, gründete 1135 die Prieuré de Saint-Pierre de Nogaret
  1. Vital II. de Gontaut, Seigneur de Gontaut, 1180/92 bezeugt
  2. Gaston I. de Gontaut, Seigneur de Biron et de  Badefol, 1147/54 bezeugt; ⚭ NN de Biron
    1. Henri, 1201 Seigneur de Biron, de Badefol et de Bigarroque
      1. Vital IV., 1223/28 bezeugt
        1. Viane, † 1280; ⚭ (1) Amanieu IV., Sire d’Albret, testiert 1270 (Haus Albret); ⚭ (2) Hélie de Castillon

      2. Gaston II., Seigneut de Gontaut, de Biron, de Saint-Pierre-de-Nogaret, du Puch de Gontaut, testiert 1251
        1. Gaston III., Seigneur de Biron, de Gontaut, de Saint-Pierre-de-Nogaret, du Puch de Gontaut et de Montignac; ⚭ (1) Messote, 1266 bezeugt; ⚭ (2) Marquèse de Domme
          1. Pierre I., Seigneur de Biron, de Gontaut, de Lauzun et de Castillonnès, 1201/1319 bezeugt; ⚭ Barrane de Thémines, Tochter von Gilbert, Seigneur de Théminet, und Hélène de Gourdon, Baronne de Saint-Martial
            1. Pierre II., Baron de Biron, Seigneur de Gontaut, de Lauzun, de Montaut et de Castillonnès, 1310/46 bezeugt; ⚭ (1) 1318 Allemande de Madaillan; ⚭ (2) Agnes de Pins, Tochter von Sancho Aner, Seigneur de Taillebourg – Nachkommen siehe unten

          2. Gaston, † nach 1263, seigneur de Montaut; ⚭ Marguerite de Lomagne, Tochter von Odon III., Seigneur de Finangon, und Géraude de Marmande (Haus Lomagne)

        2. Arnaude, Dame de Mauvezin; ⚭ ? Roger d’Armagnac, X wohl 1274 (Haus Lomagne)

      3. Pierre I., Seigneur de Badefol, † vor 1276; ⚭ Hélie de Castelnau
        1. Gaston, Seigneur de Badefol et de Saint-Avit, 1284/1309 bezeugt
          1. Pierre II., † nach 1345, Seigneur de Badefol; ⚭ 1305 Marguerite de Born, Tochter von Géraud de Faye, Seigneur d’Hautefort, und NN de Gourdon
            1. Séguin, † 1378, Seigneur de Badefol et de Saint-Geniès, Kommandant der Tard-Venus; ⚭ Marguerite de Bérail, Tochter von Raymond de Bérail, Seigneur de Cessac, und Anne de Sauve – Nachkommen: die Herren von Badefol und Saint-Géniès, sowie die Hautefort

    2. Vital III., Seigneur de Gontaut

### 14.–16. Jahrhundert
1. Pierre II., Baron de Biron, Seigneur de Gontaut, de Lauzun, de Montaut et de Castillonnès, 1310/46 bezeugt; ⚭ (1) 1318 Allemande de Madaillan; ⚭ (2) Agnes de Pins, Tochter von Sancho Aner, Seigneur de Taillebourg – Vorfahren siehe oben
  1. (2) Pierre III., Baron de Biron, Seigneur de Clarens, de Cabreres, de Castillonnès, Merle, de La Pierre en Jourdain, de Lauzun etc., 1253/96 bezeugt; ⚭ (1) Marie de Concots, Dame de Cabreres, Tochter von Hugues, Seigneur de Cabreres; ⚭ (2) Huguette de Cardaillac, Tochter von Hugues de Cardaillac, Seigneur de Brengues, Baron de Foissac
  2. (2) Gaston IV., † 1393, Seigneur de Montaut, Baron de Biron, Seigneur de Montferrand, de Gontaut, de Lauzun, de Bonnefonds, de Cabreres, de Castillonnès etc.; ⚭ Marguerite de Biron, Dame de Montferrand, 1395 bezeugt, Tochter von Aimeric III., Coseigneur de Montferrand, und Sibylle de Castelnau
    1. Amalric, Baron de Biron et de Montaut, Seigneur de Montferrand, de Gontaut, de Lauzun et de Bonnefonds, testiert 1399; ⚭ Catherine de Cavaignac, 1395 bezeugt
    2. Gaston V., Baron de Biron, de Montaut, de Montferrand, de Lauzun, de Bonnefonds etc., 1400/60 bezeugt; ⚭ Sibille dit Billette Foucher de Chabanness, † 1432, Tochter von Aimeric de Lesparre de Chabannes
      1. Gaston VI. dit Gastonnet, † nach 1481, Baron de Biron, de Montaut, de Montferrand, 1. Baron du Périgord; ⚭ Catherine de Salignac, † vor 1481, Tochter von Raymond de Salignac und Agnès de Pérusse d’Escars
        1. Pons, † 1524, Baron de Biron, Seigneur de Montferrand, de La Barthe, de Carbonnières, de Clarens etc.; ⚭ (1) 1489 Madeleine de Rochechouart, Tochter von Jean II., Seigneur de Mortemart, und Marguerite d’Amboise (Haus Rochechouart); ⚭ (2) Marguerite de Faubournet de Montferrand, Tochter von Jean, Seigneur de Montferrand, und Bernardine de Lavedan
          1. (2) Jean, † nach 1557 in Gefangenschaft, Baron de Biron, Seigneur de Montaut, de Montferrand, de Carbonnières, de Clarens etc.; ⚭ Renée-Anne de Bonneval, Dame de Chef-Boutonne, Tochter von Germain, Seigneur de Bonneval, und Jeanne de Beaumont, Dame de Chef-Boutonne – Nachkommen siehe unten
          2. (2) Catherine, Dame de Mirambeau; ⚭ (1) François de Durfort, Seigneur de Rauzan et  der Duras, X 1525 in der Schlacht von Pavia (Durfort-Duras); ⚭ (2) 1534 Jacques II. de Pons, Seigneur et Baron de Mirambeau (Haus Pons)

        2. Armand, 1462–1531, 1494–1519 Bischof von Sarlat, 1519 Titularerzbischof von Nazareth
        3. Brandelis, Seigneur de Salignac – Nachkommen: † 1759
        4. Guy, Apostolischer Protonotar

      2. Arnaud, dit Arnaudin, Seigneur de Montaut, de Born et de Saint-Just, 1449/81 bezeugt; ⚭ Dauphine de Durfort, Dame de Born et de Saint-Just, testiert 1516, Tochter von Raymond Bernard de Durfort, Seigneur de Boisiéres, und Marguerite de Cazéton (Durfort-Duras)

    3. Pierre IV., Seigneur de Cabrerets etc.; ⚭ 1400 Agathe de Luzech, † nach 1440, Tochter von Guillaume Amalvin V. – Nachkommen: die Grafen von Cabrerets, † 1732

### Die Herzöge von Biron
1. Jean, † nach 1557 in Gefangenschaft, Baron de Biron, Seigneur de Montaut, de Montferrand, de Carbonnières, de Clarens etc.; ⚭ Renée-Anne de Bonneval, Dame de Chef-Boutonne, Tochter von Germain, Seigneur de Bonneval, und Jeanne de Beaumont, Dame de Chef-Boutonne – Vorfahren siehe oben
  1. Armand (1524–1592), Baron de Biron, Seigneur de Montaut, de La Barthe, de Montferrand, de Penières, de Carbonnières, de Clarens etc., 1553 königlicher Panetier, 1558 Kammerherr und Mestre de camp, 1562 Außerordentlicher Gesandter in Savoyen, 1567 Maréchal de camp, 1569 Großmeister der Artillerie von Frankreich und Gouverneur der Bastille, 1570 Staatsrat, 1573 Gouverneur von La Rochelle und Lieutenant-général, 1577 Marschall von Frankreich und Lieutenant-général de Guyenne (bis 1581); ⚭ Jeanne, Dame d’Ornézan et de Saint-Blancard, † nach 1602, Erbtochter von Bernard d’Ornézan, General der Galeeren, und Jeanne de Comminges
    1. Charles (1562–1602) Baron der Saint-Blancard, de Montaut, de Brisambourg, de Chef-Boutonne etc., 1583 Oberst, 1590 Maréchal de camp, 1592/95 Admiral von Frankreich und der Bretagne, 1595 Marschall von Frankreich, 1598 Duc de Biron, Pair de France
      1. (unehelich, Mutter: Gillette Sébillotte) Charles de Gontaut-Biron, X 1636, 1618 legitimiert

    2. Alexandre, X 1583, Baron de Saint-Blancard
    3. Jean II., † 1636, Baron de Biron et de Saint-Blancard, Seigneur de Montaut, de Brisambourg, de Chef-Boutonne etc., 1621 Maréchal de camp; ⚭ (1) 1594 Jacqueline de Gontaut de Saint-Geniès, Dame de Badefol, † vor 1617, Tochter von Élie, Baron de Saint-Geniès, und Jacqueline de Béthune; ⚭ (2) 1617 Marthe Françoise de Noailles, 1593–nach 1659, Tochter von Henri de Noailles, 1. Comte d’Ayen, und Jeanne Germaine d’Espagne (Haus Noailles)
      1. (2) Henri-Charles, † 1636, Baron de Biron
      2. (2) François, 1629–1700, Marquis de Biron et de Brisambourg, Baron de Saint-Blancard, Seigneur de Montaut, 1686/91 de Navailles etc. 1649 Maréchal de camp, Seneschall und Gouverneur von Périgord, 1653 Staatsrat und Lieutenant-général; ⚭ Elisabeth de Cossé-Brissac, † 1679, Tochter von François de Cossé, 3. Duc de Brissac, und Guyonne de Ruellan (Cossé-Brissac)
        1. Marie Madeleine Agnès, † 1724; ⚭ Louis de Louet de Calvisson, X 1690
        2. Louise, 1655–1739; ⚭ 1684 Joseph Marie de Lascaris, Marquis d’Urfé et de Baugé, † 1724
        3. Louis, † 1722
        4. Charles Armand (1663–1756), 1684 Oberst, 1696 Brigadier, 1702 Maréchal de camp, 1704 Lieutenant-général, 1721 Regentschaftsrat, 1723 2. Duc de Biron, Marquis de Brisambourg, 1730 Comte de Cabrères, Baron de Roussillon, 1734 Marschall von Frankreich; ⚭ Marie Antonine de Bautru de Nogent, 1662–1742, Tochter von Armand de Bautru, Comte de Nogent-le-Roi, Lieutenant-général de Basse-Auvergne, und Diane-Charlotte de Caumont-Lauzun
          1. Anne Jules † 1699, Marquis de Brisambourg
          2. François Armand, † 1736, 1719 Brigadier, 1723 Pair de France; ⚭ 1715 Marie-Adélaide de Gramont, † 1740, Tochter von Antoine, 4. Duc de Gramont, Pair de France, und Marie Christine de Noailles (Haus Gramont)
            1. Antoine Charles, 1717–1737, genannt Duc de Lauzon, Pair de France, Oberst
            2. Louise Antonine, 1718–1737, ⚭ 1732 François Michel César Le Tellier, Marquis de Montmirail, † 1781 (Le Tellier de Louvois)

          3. Marguerite Mathilde, 1690–1724, 1718 Koadjutrix zu Saintes
          4. Jean Louis, † 1772, 1737/40 Duc de Biron, 1739 Pair de France, Seigneur de Montaut etc.
          5. Françoise Madeleine, 1692–1739; ⚭ 1715 Jean Louis d’Usson, Seigneur de Bonnac, † 1738
          6. Judith Charlotte, † 1741; ⚭ 1717 Claude Alexander de Bonneval, Comte de Bonneval, † 1747
          7. Geneviève, 1697–1756; ⚭ 1720 Louis, 6. Duc de Gramont, Prince de Bidache, X 1745 (Haus Gramont)
          8. Antoinette, 1700–1770; ⚭ 1721 Louis Claude Scipion de Grimoard de Beauvoir, Comte de Roure, Lieutenant-général, † 1752
          9. Louis Antoine, 1701–1788, 1734 Brigadier und Generalinspekteur der Infanterie, 1740 3. Duc de Biron etc., 1743 Lieutenant-général, 1757 Marschall von Frankreich, 1775 Gouverneur des Languedoc; ⚭ 1740 Françoise Pauline de La Rochefoucauld, 1733–1794, guillotiniert, Tochter von François III. de La Rochefoucauld de Roye, Comte de Roucy, Marquis de Sévérac, und Marguerite Elisabeth Huguet de Sémonville
          10. Marie Renée, 1701–1775, ⚭ Charles Éleonor Colbert, Marquis de Seignelay, † 1747 (Haus Colbert)
          11. Charles Armand, 1703–1732, Abt
          12. Marie Charlotte Armande, 1707–1707
          13. Charles Antoine, 1703–1798, 1735 Oberst, 1743 Brigadier, 1745 Maréchal de camp, 1748 Lieutenant-général, 1758 Duc de Gontaut; ⚭ 1744 Antoinette Eustachie Crozat du Châtel, 1727–1747, Tochter von Louis François Crozat, Marquis du Châtel, Maréchal de camp, und Marie Thérèse Gouffier de Heilly
            1. Armand Louis, 1747–1793, Duc de Lauzun, 1767 Oberst der Infanterie, 1780 Brigadier der Dragoner, 1783 Maréchal de camp, 1788 Duc de Biron, Seigneur de Cabrères et de Montferrand, Comte de Roussillon etc., 1791 Kommandant von Valenciennes, 1792 Lieutenant-général, 1793 abgesetzt; ⚭ 1766 Marie Amélie de Boufflers, 1751–1794 guillotiniert, Tochter von Charles Joseph, Duc de Boufflers, und Marie Anne Philippine de Montmorency

          14. Charlotte Antonine, 1711–1740; ⚭ 1730 François de Bouchat, Marquis de Sourches, Lieutenant-général, † 1788
          15. 12 Kinder, † klein

      3. Joseph, Marquis de Brisambourg
        1. Anne Jules, † 1699, Marquis de Brisambourg

    4. Armand, Seigneur de Saint-Blancard, 1625/62 bezeugt – Nachkommen: die Herren von Saint-Blancard und (1815) Marquis de Biron, † 1939
    5. Charlotte, 1561–1637; ⚭ 1577 Jacques Nompar de Caumont, 1. Duc de La Force, 1622 Marschall von Frankreich, † 1652
    6. Philiberte, 1563–1606; ⚭ 1575 Charles de Pierre-Buffière
    7. Claude, † 1617; ⚭ Charles de La Rochefoucauld dit de Roye, Comte de Roucy, † 1605 (Haus La Rochefoucauld)

  2. Foucaud, dit Baron de Biron, X 1569, Seigneur de Puybeton et de Lauzun; ⚭ Blanche de Turgis
    1. Charlotte, † nach 1617; ⚭ Geoffroy de Durfort, Baron de Boissières (Haus Durfort)

  3. Jeanne, Dame de Lavaur; ⚭ Jacques de Durfort, Baron de Boissiéres, testiert 1582 (Haus Durfort)
  4. Jeanne, † 1598; ⚭ (1) 1559 Pierre Poussard, Seigneur de Brisembourg, testiert 1561; ⚭ (2) 1563 Jean de Caumont, Seigneur de Montpouillan